# 船越資晶
船越 資晶（ふなこし もとあき、1971年 - ）は、日本の法学者。京都大学教授。専門は法社会学。

## 人物
主要研究テーマは批判法学を中心とした法社会理論。ハーバード・ロー・スクールに2度留学し、アメリカの批判法学論者ダンカン・ケネディに師事。主著『批判法学の構図―ダンカン・ケネディのアイロニカル・リベラル・リーガリズム』(勁草書房，2011年)は第10回天野和夫賞(立命館大学，2012年)を受賞した。

## 略歴
- 1971年 - 兵庫県神戸市に生まれる
- 1999年 - ハーバード・ロー・スクールLL.M（法学修士）
- 2000年 - 京都大学大学院法学研究科博士課程研究指導認定退学
同助手、助教授(准教授)を経て
- 2009年 - 同教授

## 著作
- 『批判法学の構図―ダンカン・ケネディのアイロニカル・リベラル・リーガリズム』(勁草書房，2011年)[2]

## 論文
- 「法的思考におけるポストモダンの条件―ダンカン・ケネディのウェーバー論を手がかりに」（『法学論叢』163巻4号1-42頁，京都大学法学会，2008年）[2]
- “Taking Duncan Kennedy Seriously: Ironical Liberal Legalism,”231-287頁(15 WIDENER LAW REVIEW，2009年)[2]
- 「初期アンガーの再活用―「法の支配」の歴史社会学」（『法学論叢』172巻4・5・6号331-354頁，2013年）[2]